# Kangerluk
Kangerluk er en bygd med 7 indbyggere (2025) i Vestgrønland beliggende på Diskoøen ca. 35 km nordvest for Qeqertarsuaq i den tidligere Qeqertarsuaq Kommune, fra 1. januar 2018 i Qeqertalik Kommune. Den ligger inderst inde i det største fjordkompleks på Diskoøen, omringet af de karakteristiske fjelde. Det store fjordsystem kaldes Kangerluk, og oprindeligt hed bygden ikke Kangerluk, men Kangerluarssuk efter den fjordarm, hvor bygden ligger. Kangerluk er den eneste bygd, som er tilbage på øen. Hovedbeskæftigelsen i Kangerluk er fangst og fiskeri. 
Der er 15 huse. Indbyggertallet har varieret kraftigt igennem de sidste 200 år, og bygden har også i perioder været ubeboet. Der er elværk, posthus, butik og en fabrik, som tager imod uvak (grønlandstorsk) (gadus ogac), som er en fiskeart beslægtet med torsken. Den lever i grønlandske fjorde og i det arktiske Canada. 
Bygdens cirka 5 børn bliver undervist i en bygning kaldet Aalunnguup atuarfia, der fungerer som skole til og med 10. klassetrin. Derefter må eleverne fortsætte skolegangen i Qeqertarsuaq.  I den ene ende af skolen er indrettet et lokale, der fungerer som kirke med 50 siddepladser.

## Historie
Bygden var før i tiden et af de mest isolerede steder i Grønland, og det har præget beboerne. De er fra gammel tid blevet benævnt som mere "grønlandske" end andre. 
En kilde fra 1920 beskriver indbyggerne i Kangerluk således: 
"De er gamle grønlændere, som har beholdt deres forfædres tankegang om livet, nøjsomme til det usigelige, og ikke interesserede i konkurrencer. Og fordi de var sådanne var de heller ikke interesserede i deres hjem eller fangstredskaber. Og som følge af dette benyttede de heller ikke nyere redskaber som f.eks. åbentvandsgarn. Men de elskede de gamle sagn og fortællinger, og boede mange sammen i husene." 

## Kendte personer
- Kunstmaleren Jacob Danielsen (1888-1938) er født og opvokset i Kangerluk, og mange af hans tegninger beretter om oplevelser og livets gang i Kangerluk. En del af hans originale tegninger er udstillet på museet i Qeqertarsuaq.

## Ekstern henvisning og kilde
- Kangerluk Arkiveret 8. december 2010 hos  Wayback Machine

69°29′04″N 53°56′55″V / 69.4844°N 53.9486°V